# Aphroceras alcicornis
Aphroceras alcicornis är en svampdjursart som beskrevs av Gray 1858. Aphroceras alcicornis ingår i släktet Aphroceras och familjen Grantiidae. Inga underarter finns listade i Catalogue of Life.